# Dipturus trachyderma
Dipturus trachyderma o Dipturus trachydermus, también conocida como raya espinosa o Roughskin Skate (en inglés), es  una especie de pez de la familia de los Rajidae en el orden de los Rajiformes.
Es una raya grande que puede llegar hasta 265 cm de longitud. Además, tiene una coloración marrón oscuro en el dorso sin patrón ni ocelos distintivos, sólo los poros mucosos de color negro, mientras que la zona ventral es café más claro, solo las áreas de las aperturas braquiales, cloaca y hocico son de una coloración más blanca. Su disco es ampliamente rómbico, tiene el margen anterior del disco cóncavo y margen posterior convexo con esquina interior redondeada al nivel de las aletas pélvicas. Posee un hocico duro, largo y puntiagudo. Ambos lados, dorsal y ventral completamente cubiertos por dentículos dérmicos, con excepción de un vientre liso. Tiene espinas oculares y espiraculares presentes, espina nucal ausente y no posee otras espinas en el disco. Su parche de espinas alar muy bien desarrollado con 4 - 5 filas en cada aleta pectoral en machos. La cola tiene 1 a 3 filas de espinas (una mediana y dos laterales) en los machos, hasta 5 filas en las hembras con un máximo de 43 espinas y con 1 a 4 espinas interdorsales.

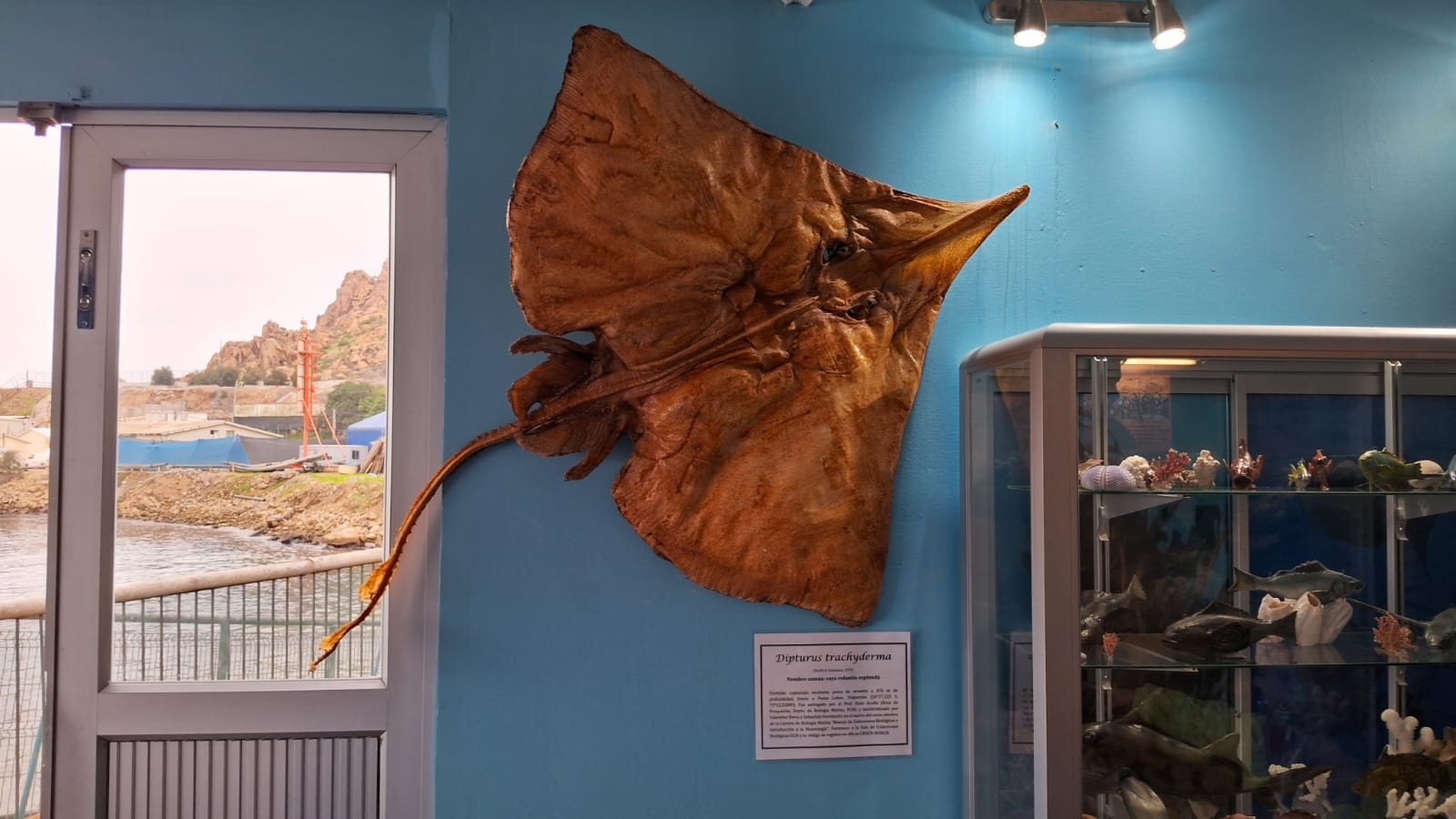
Dipturus trachydermus que se encuentra en el Museo y Acuario de la Facultad de Ciencias del Mar de la Universidad Católica del Norte

## Reproducción
Las hembras maduran sexualmente a los 215 cm de LT mientras que los machos lo hacen a los 195 cm de LT. La reproducción es ovípara; se sospecha un ciclo reproductivo anual y el tamaño al momento de la eclosión es de 20 cm LT. La edad de madurez sexual de la hembra es de 17 años y la edad máxima es de 26 años. Por lo tanto, se estima que la duración de la generación es de 21.5 años 
Las hembras ponen huevos envueltos en una cápsula córnea.

## Hábitat
Es un pez de mar y de aguas profundas que vive entre 93-450 m de profundidad.

## Distribución geográfica
Se encuentra en la Argentina, Chile y en Uruguay.

## Observaciones
Es inofensivo para los humanos. 